# 11e étape du Tour d'Espagne 2014
La 11e étape du Tour d'Espagne 2014 s'est disputée le mercredi 3 septembre 2014 entre la ville de Pampelune et le sanctuaire de San Migel d'Aralar sur une distance de 153,4 km.

## Résultats

### Classement de l'étape
|    | Coureur            | Pays        | Équipe                  |    | Temps          |
| -- | ------------------ | ----------- | ----------------------- | -- | -------------- |
| 1  | Fabio Aru          | Italie      | Astana                  | en | 3 h 41 min 3 s |
| 2  | Alejandro Valverde | Espagne     | Movistar                | +  | 6 s            |
| 3  | Joaquim Rodríguez  | Espagne     | Katusha                 |    | 6 s            |
| 4  | Alberto Contador   | Espagne     | Tinkoff-Saxo            |    | 6 s            |
| 5  | Christopher Froome | Royaume-Uni | Sky                     |    | 6 s            |
| 6  | Rigoberto Urán     | Colombie    | Omega Pharma-Quick Step |    | 13 s           |
| 7  | Samuel Sánchez     | Espagne     | BMC Racing              |    | 15 s           |
| 8  | Daniel Martin      | Irlande     | Garmin-Sharp            |    | 15 s           |
| 9  | Daniel Navarro     | Espagne     | Cofidis                 |    | 16 s           |
| 10 | Robert Gesink      | Pays-Bas    | Belkin                  |    | 21 s           |

### Points attribués
|   | Cycliste           | Pays    | Équipe       | Points |
| - | ------------------ | ------- | ------------ | ------ |
| 1 | Alejandro Valverde | Espagne | Movistar     | 4      |
| 2 | Alberto Contador   | Espagne | Tinkoff-Saxo | 2      |
| 3 | Ivan Rovny         | Russie  | Tinkoff-Saxo | 1      |

|   | Cycliste        | Pays        | Équipe        | Points |
| - | --------------- | ----------- | ------------- | ------ |
| 1 | Pim Ligthart    | Pays-Bas    | Lotto-Belisol | 4      |
| 2 | Vasil Kiryienka | Biélorussie | Sky           | 2      |
| 3 | Johan Le Bon    | France      | FDJ.fr        | 1      |

|    | Cycliste           | Pays        | Équipe                  | Points |
| -- | ------------------ | ----------- | ----------------------- | ------ |
| 1  | Fabio Aru          | Italie      | Astana                  | 25     |
| 2  | Alejandro Valverde | Espagne     | Movistar                | 20     |
| 3  | Joaquim Rodríguez  | Espagne     | Katusha                 | 16     |
| 4  | Alberto Contador   | Espagne     | Tinkoff-Saxo            | 14     |
| 5  | Christopher Froome | Royaume-Uni | Sky                     | 12     |
| 6  | Rigoberto Urán     | Colombie    | Omega Pharma-Quick Step | 10     |
| 7  | Samuel Sánchez     | Espagne     | BMC Racing              | 9      |
| 8  | Daniel Martin      | Irlande     | Garmin-Sharp            | 8      |
| 9  | Daniel Navarro     | Espagne     | Cofidis                 | 7      |
| 10 | Robert Gesink      | Pays-Bas    | Belkin                  | 6      |
| 11 | Daniel Moreno      | Espagne     | Katusha                 | 5      |
| 12 | Warren Barguil     | France      | Giant-Shimano           | 4      |
| 13 | Damiano Caruso     | Italie      | Cannondale              | 3      |
| 14 | Winner Anacona     | Colombie    | Lampre-Merida           | 2      |
| 15 | Sergio Pardilla    | Espagne     | MTN-Qhubeka             | 1      |

### Cols et côtes
|   | Cycliste        | Pays        | Équipe                 | Points |
| - | --------------- | ----------- | ---------------------- | ------ |
| 1 | Vasil Kiryienka | Biélorussie | Sky                    | 3      |
| 2 | Elia Favilli    | Italie      | Lampre-Merida          | 2      |
| 3 | Peio Bilbao     | Espagne     | Caja Rural-Seguros RGA | 1      |

|   | Cycliste           | Pays        | Équipe       | Points |
| - | ------------------ | ----------- | ------------ | ------ |
| 1 | Fabio Aru          | Italie      | Astana       | 10     |
| 2 | Alejandro Valverde | Espagne     | Movistar     | 6      |
| 3 | Joaquim Rodríguez  | Espagne     | Katusha      | 4      |
| 4 | Alberto Contador   | Espagne     | Tinkoff-Saxo | 2      |
| 5 | Christopher Froome | Royaume-Uni | Sky          | 1      |

## Classements à l'issue de l'étape

### Classement général
|    | Cycliste           | Pays        | Équipe                  |    | Temps            |
| -- | ------------------ | ----------- | ----------------------- | -- | ---------------- |
| 1  | Alberto Contador   | Espagne     | Tinkoff-Saxo            | en | 40 h 26 min 56 s |
| 2  | Alejandro Valverde | Espagne     | Movistar                | +  | 20 s             |
| 3  | Rigoberto Urán     | Colombie    | Omega Pharma-Quick Step |    | 1 min 08 s       |
| 4  | Christopher Froome | Royaume-Uni | Sky                     |    | 1 min 20 s       |
| 5  | Joaquim Rodríguez  | Espagne     | Katusha                 |    | 1 min 35 s       |
| 6  | Samuel Sánchez     | Espagne     | BMC Racing              |    | 1 min 52 s       |
| 7  | Fabio Aru          | Italie      | Astana                  |    | 2 min 13 s       |
| 8  | Winner Anacona     | Colombie    | Lampre-Merida           |    | 2 min 22 s       |
| 9  | Robert Gesink      | Pays-Bas    | Belkin                  |    | 2 min 55 s       |
| 10 | Damiano Caruso     | Italie      | Cannondale              |    | 3 min 51 s       |

### Classement par points
|   | Cycliste         | Pays      | Équipe          | Points |
| - | ---------------- | --------- | --------------- | ------ |
| 1 | John Degenkolb   | Allemagne | Giant-Shimano   | 87     |
| 2 | Nacer Bouhanni   | France    | FDJ.fr          | 74     |
| 3 | Michael Matthews | Australie | Orica-GreenEDGE | 71     |

### Classement du meilleur grimpeur
|   | Cycliste           | Pays     | Équipe                 | Points |
| - | ------------------ | -------- | ---------------------- | ------ |
| 1 | Lluís Mas          | Espagne  | Caja Rural-Seguros RGA | 20     |
| 2 | Winner Anacona     | Colombie | Lampre-Merida          | 18     |
| 3 | Alejandro Valverde | Espagne  | Movistar               | 18     |

### Classement du combiné
|   | Cycliste           | Pays        | Équipe       | Points |
| - | ------------------ | ----------- | ------------ | ------ |
| 1 | Alejandro Valverde | Espagne     | Movistar     | 9      |
| 2 | Alberto Contador   | Espagne     | Tinkoff-Saxo | 12     |
| 3 | Christopher Froome | Royaume-Uni | Sky          | 20     |

### Classements par équipes
|   | Équipe                  | Pays     |    | Temps            |
| - | ----------------------- | -------- | -- | ---------------- |
| 1 | Movistar                | Espagne  | en | 121 h 3 min 40 s |
| 2 | Katusha                 | Russie   | +  | 3 min 35 s       |
| 3 | Omega Pharma-Quick Step | Belgique |    | 5 min 03 s       |

## Abandons
- Maxime Bouet (AG2R La Mondiale)
- Steve Morabito (BMC Racing)
- Thibaut Pinot (FDJ.fr)
- Nairo Quintana (Movistar)